# Charles Whettnall
Charles Whettnall (Londen, 18 november 1811 - Sint-Truiden, 24 juni 1882) was een in België wonende Engelsman.

## Biografie
Charles Whettnall was een zoon van de adellijke Engelsman Thomas Whettnall (1780-1820) en Elisabeth Stevens (1785-1815). Hij trouwde in 1833 in Luik met Laure Travers (1812-1895), dochter van baron en generaal-majoor Etienne Travers.
In 1851, tot Belg genaturaliseerd, werd hij opgenomen in de Belgische erfelijke adel met de titel baron, die in 1871 overdraagbaar werd gemaakt op al zijn afstammelingen. Ze kregen twee zoons en twee dochters.
- Marguerite Whettnall (1837-1891), trouwde in 1863 in Luik met graaf Raymond Cornet d'Elzius de Peissant (1838-1906), burgemeester van Grimbergen. Ze kregen zeven zoons en vijf dochters, met afstammelingen tot heden.
- Edouard Whettnall (1839-1903), buitengewoon gezant en gevolmachtigd minister.
- Edmond Whettnall (1843-1913), senator en burgemeester van Nieuwerkerken, trouwde in 1866 in Brussel met gravin Nathalie d'Oultremont (1842-1870), dochter van graaf Ferdinand d'Oultremont, kamerheer van koning Willem en prins Frederik. Ze kregen drie dochters, met afstammelingen tot heden.
- Marie-Louise Whettnall (1849-1902) trouwde in 1873 in Luik met baron Armand de Moffarts (1849-1933). Ze kregen drie zoons en een dochter, met afstammelingen tot heden. De erfgenamen Moffarts erfden en bewoonden het kasteel Nieuwenhoven tot op het einde van de 20e eeuw.

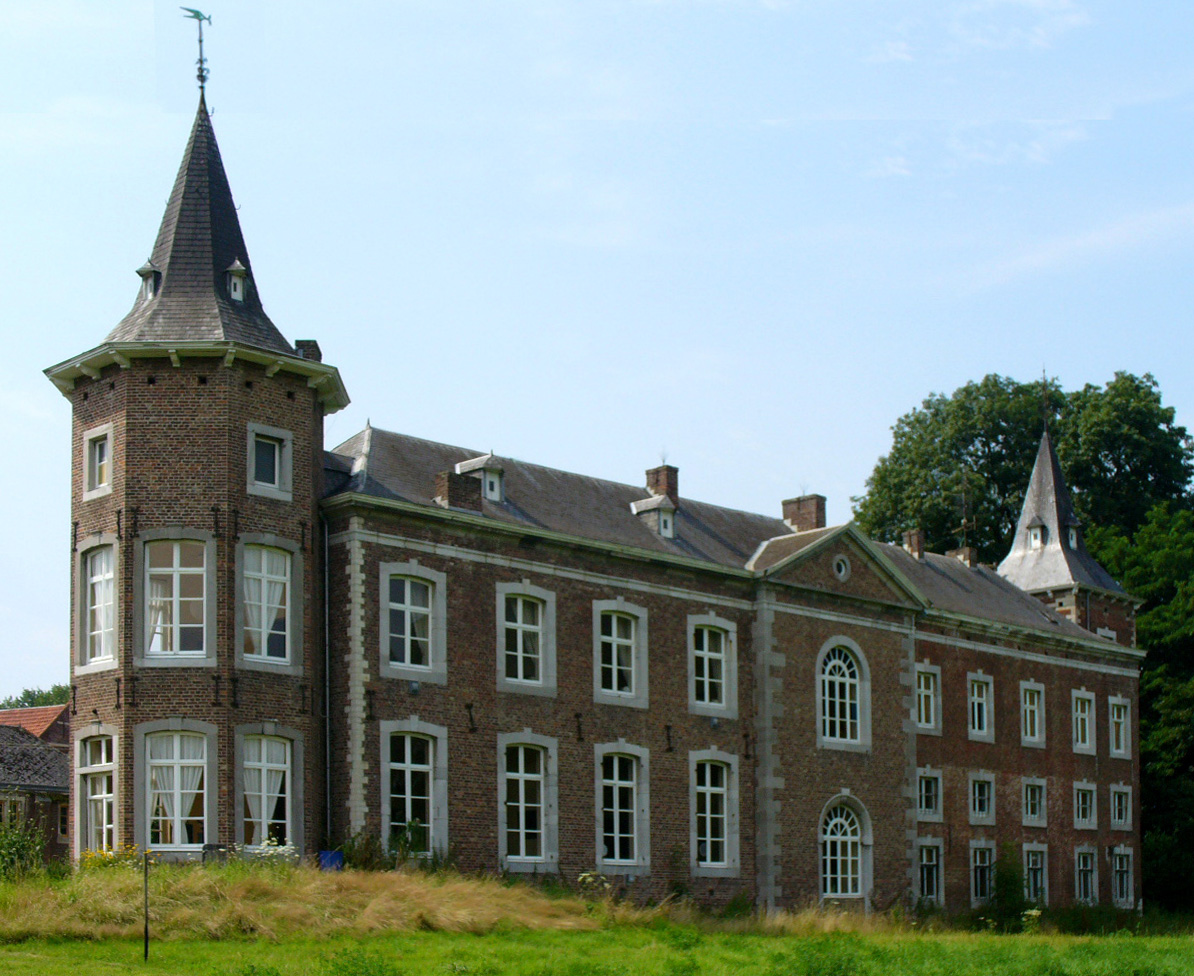
Het kasteel van Nieuwenhoven

Hij woonde in het voormalig buitenverblijf van de abt van Sint-Truiden, het kasteel van Nieuwenhoven, als nationaal goed aangekocht in 1796 en geërfd door zijn vrouw. Hij liet het kasteel uitbouwen tot een plattelandspaleis in Engelse Tudorstijl.
Bij de dood van Edmond Whettnall in 1913 doofde de familienaam in de mannelijke lijn uit. In 1931, bij de dood van Mathilde Whettnall, doofde de naam volledig uit. In 1928 kregen nazaten Ullens de Schooten vergunning om de naam aan de hunne toe te voegen.